# Sárgásfehér kígyógomba
A sárgásfehér kígyógomba (Atheniella flavoalba) a szegfűgombafélék családjába tartozó, Európában és Észak-Amerikában honos, füves területeken, útszéleken élő, nem ehető gombafaj. 

## Megjelenése
A sárgásfehér kígyógomba kalapja 0,5-1,5 (3) cm széles, alakja fiatalon kúpos, majd kiterülve domború, végül lapos lesz, közepén néha kis púppal. Az idős gomba kalapjának széle felhajolhat, hullámossá válhat. Színe áttetsző elefántcsontszín, sárgásfehér, a közepén sárgásabb.
Hús vékony, fehér. Íze és szaga nem jellegzetes vagy nagyon gyenge retekszaga van. 
20-24 ritkásan álló lemeze felkanyarodó, tönkhöz nőtt. Sok a féllemez. Színük fehér, sápadtsárga.
Tönkje 2-8 cm magas és 0,1-0,2 cm vastag. Alakja hengeres, karcsú, egyenes, belül üreges. Felszíne sima, a csúcsán hamvas. Színe fehér, tövéhez fehér micéliumszálak kapcsolódnak. 
Spórapora fehér. Spórája ellipszis vagy henger alakú, sima, inamiloid, mérete 7-9 x 3,5-4 µm.

### Hasonló fajok
Egyes álkígyógomba-fajokhoz hasonlít (gipszfehér álkígyógomba, tejfehér álkígyógomba).

## Elterjedése és termőhelye
Európában és Észak-Amerikában honos. 
Réteken, mezőkön, útszéleken él, többnyire a fű között. Késő nyártól késő őszig terem. 

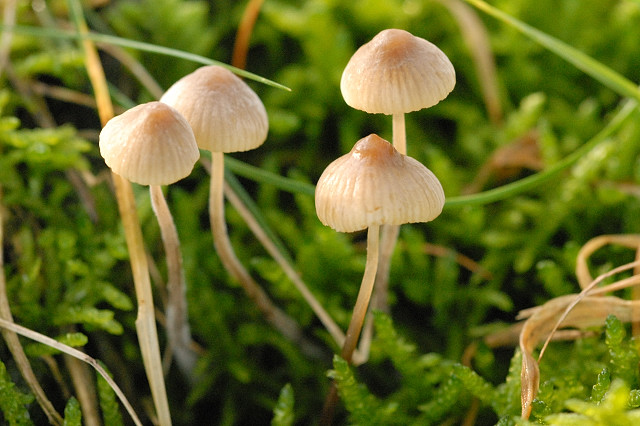
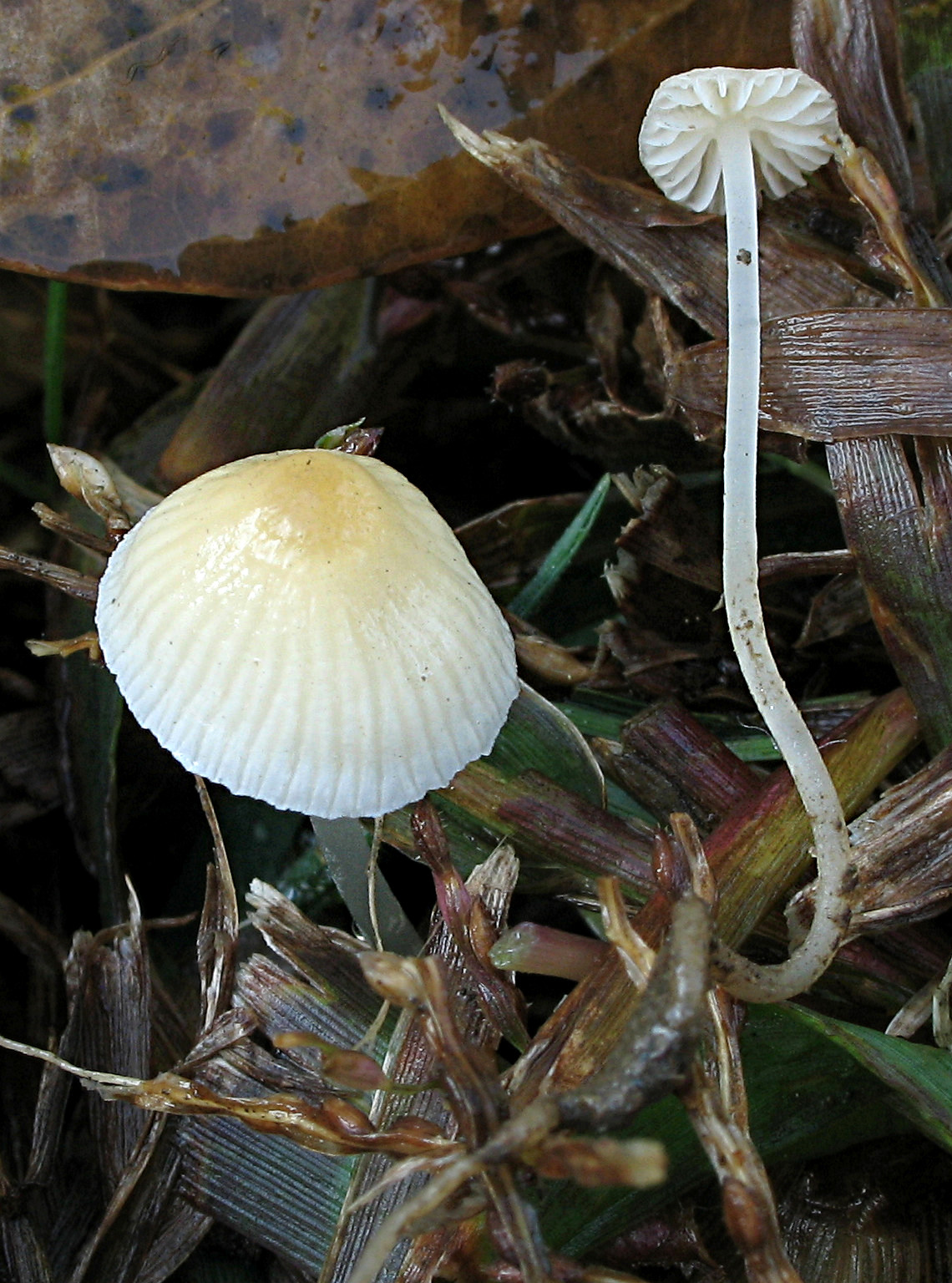
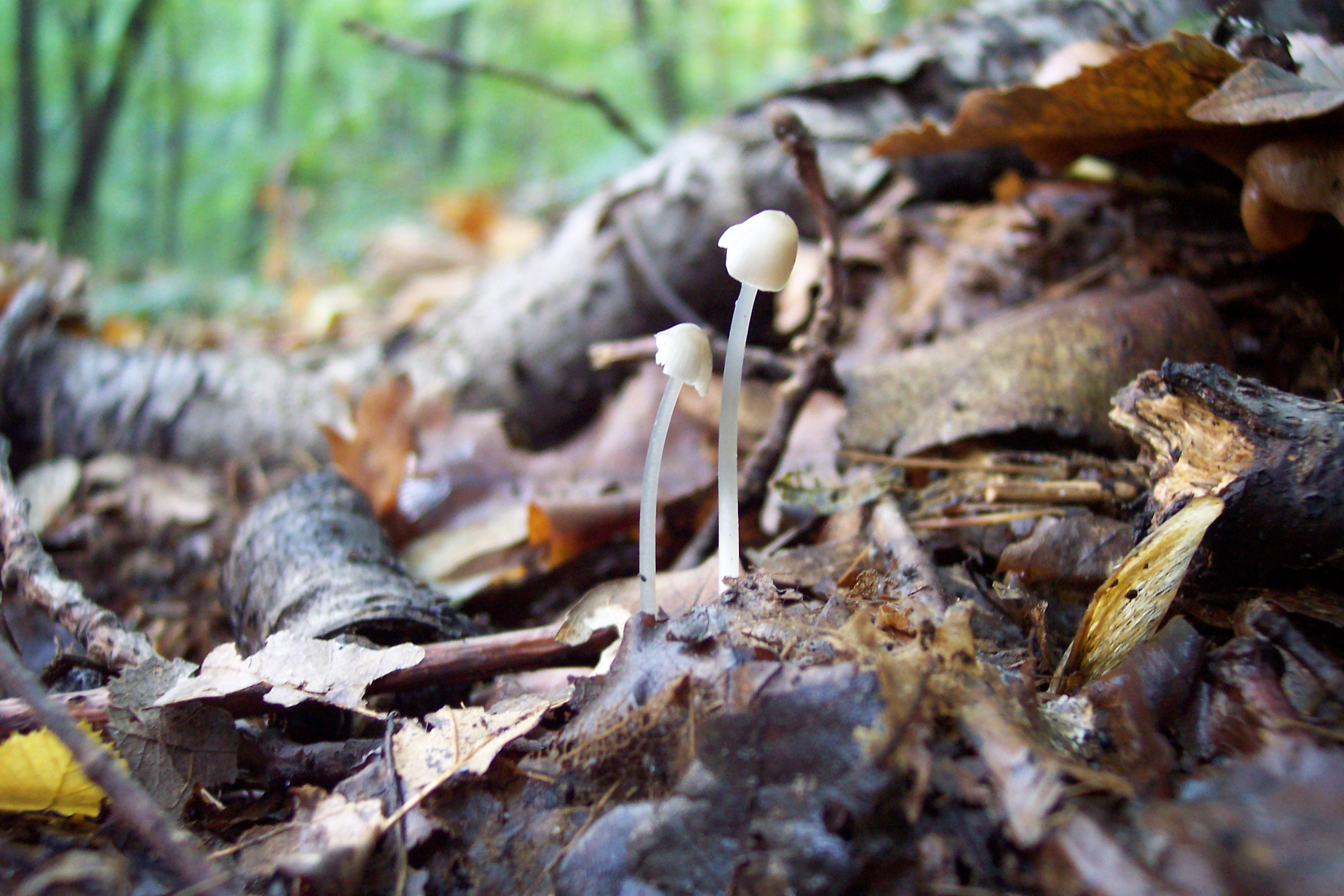
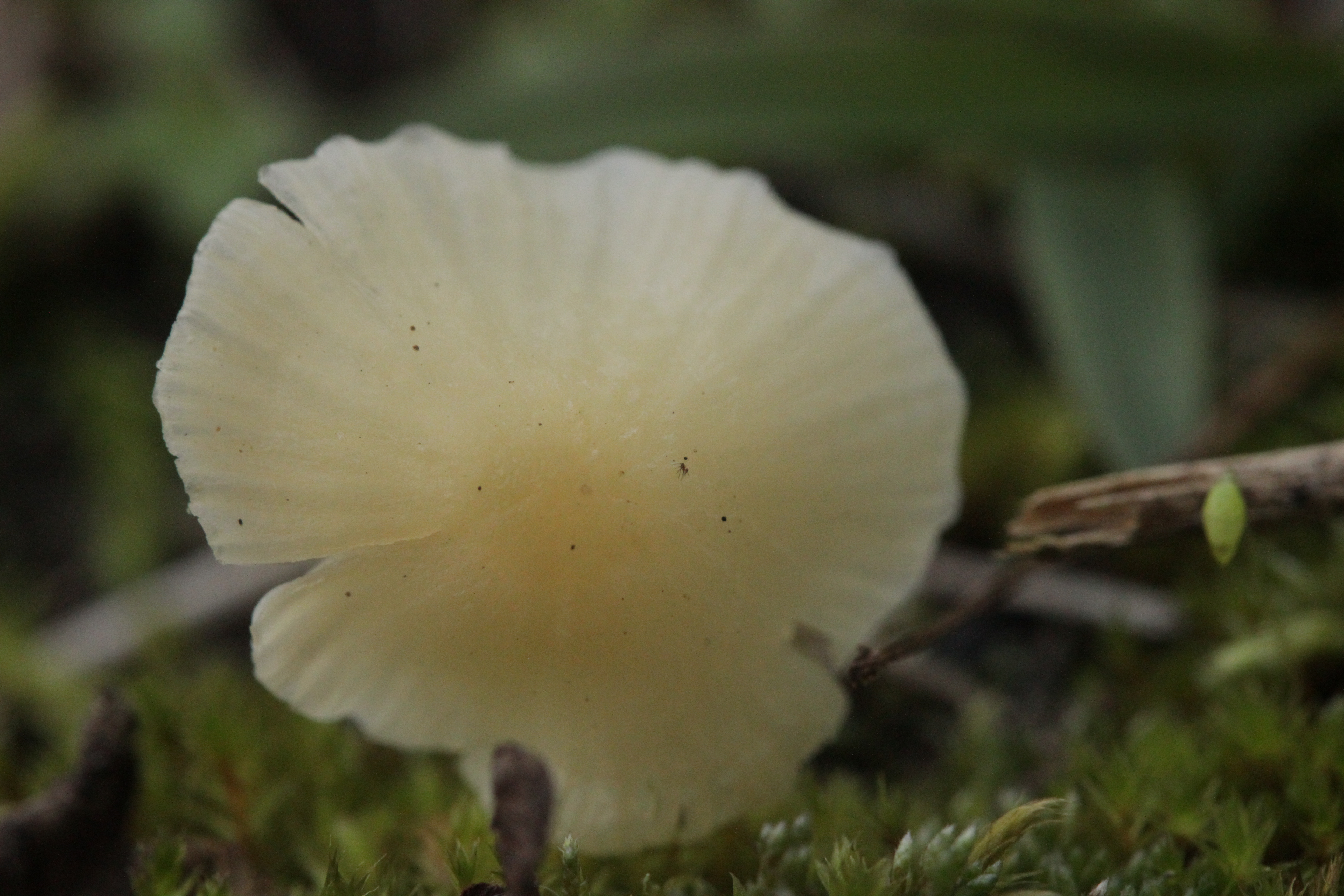
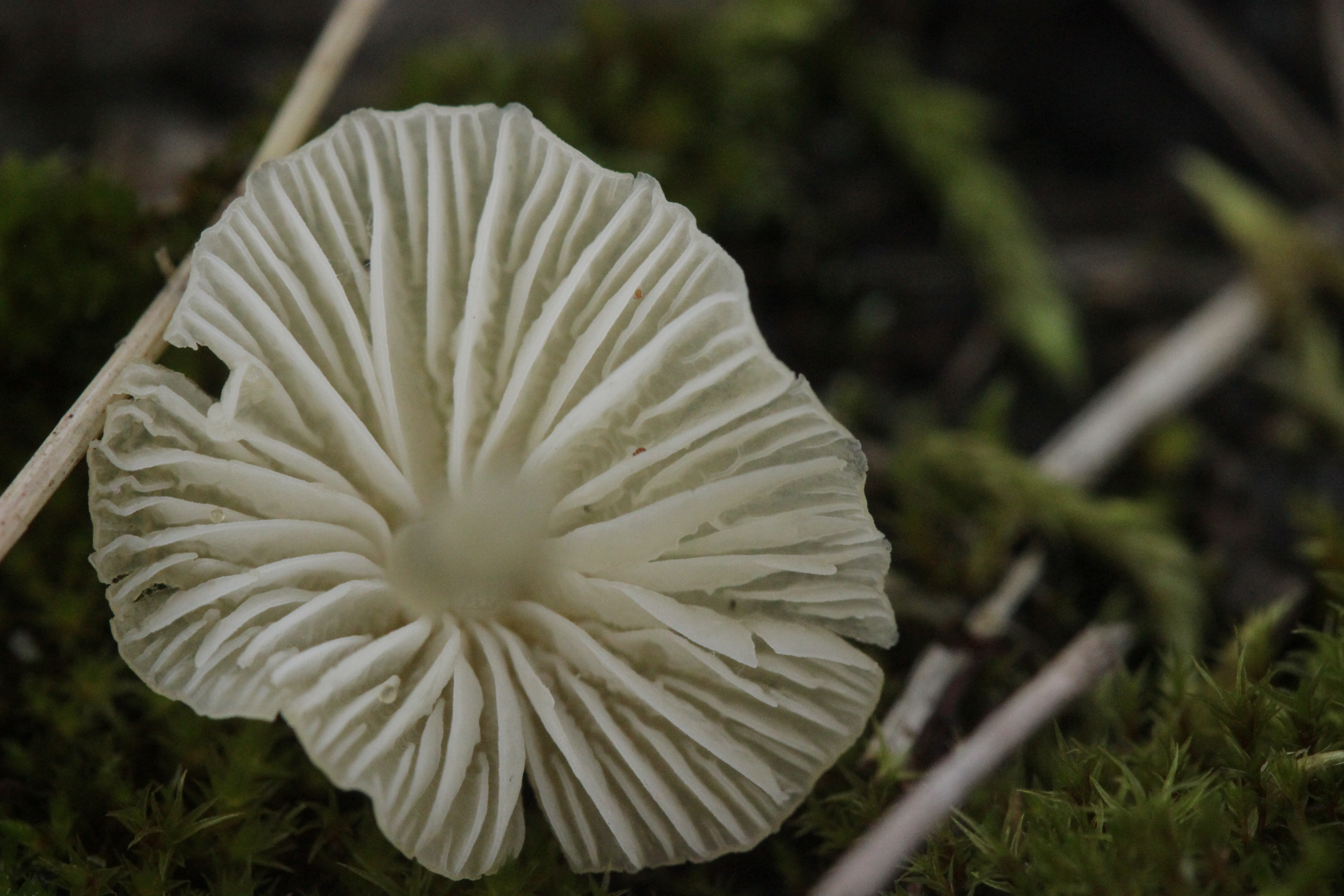

Nem ehető.    